# Ourentã
Ourentã is een plaats (freguesia) in de Portugese gemeente Cantanhede en telt 1 310 inwoners (2001).